# Christopher Isegwe
Christopher Isegwe, född 22 februari 1976, är en tanzanisk maratonlöpare.
Isegwes första större mästerskap var VM i Helsingfors 2005 där han slutade tvåa på det nya personliga rekordet 2.10,21. Isegwes medalj var den första medaljen som Tanzania vunnit i friidrotts-VM:s historia.